# Eric Hobsbawm
Eric Hobsbawm, né le 9 juin 1917 à Alexandrie et mort le 1er octobre 2012 à Londres, est un historien britannique.
Membre à partir de 1936 du Parti communiste de Grande-Bretagne, il contribue jusqu'en 1991 à la revue Marxism Today. Il a beaucoup travaillé sur la question des nations et des nationalismes en Europe aux XIXe et XXe siècles ainsi que sur l'invention des traditions par les nations.
Hobsbawm a introduit la notion de « long XIXe siècle »,, pour qualifier la période allant de 1789 (Révolution française) à 1914 (veille de la Première Guerre mondiale), période marquée par des conflits issus de la Révolution.

## Biographie

### Jeunesse et formation
Né à Alexandrie de parents juifs, Eric Hobsbawm grandit à Vienne (1920) puis à Berlin (1931-1933) où sa famille vit les premières persécutions antisémites.
Il emménage à Londres en 1933 et étudie à la St Marylebone Grammar School (en) ainsi qu'au King's College de Cambridge, où il fait partie des Cambridge Apostles et où il obtient un Ph.D. d'histoire.

### Engagement politique
Hobsbawm rejoint le Sozialistischer Schülerbund (Association des élèves socialistes), une émanation de la Ligue des jeunes communistes d'Allemagne, à Berlin en 1931. Il adhère au Parti communiste de Grande-Bretagne (CPGB) en 1936. Il est membre du groupe des historiens du parti de 1946 à 1956.
L'invasion soviétique de la Hongrie en 1956 marque la fin de ce groupe et conduit la plupart de ses membres à quitter le CPGB. Hobsbawm est le seul à rester membre du parti, allant jusqu'à justifier à l'époque, « le cœur lourd », l'intervention soviétique. Il signe toutefois une lettre de protestation d'historiens contre l'intervention soviétique.[réf. nécessaire]
Revenant en 2007 sur cette période, il explique qu'il ne se faisait pas d'illusions sur le régime soviétique mais qu'il se sentait lié comme par un cordon ombilical à l'espoir d'une révolution mondiale.
Il continue d'entretenir des liens avec d'anciens collègues tels que Edward Palmer Thompson et John Saville, qui ont quitté le parti à la fin des années 1950 et sont devenus en Grande-Bretagne des figures de proue de la Nouvelle gauche. Il contribue à l'occasion aux publications de la Nouvelle gauche mais fournit également des rapports de renseignement sur les dissidents au CPGB. 
À partir des années 1960, sa conception politique prend une tournure plus modérée ; il en vient à reconnaître que ses espoirs ont peu de chances de se réaliser et ne préconise plus les « systèmes socialistes de type soviétique ».
Il est l'un des dirigeants de la faction eurocommuniste du Parti communiste de Grande-Bretagne qui commence à se renforcer après 1968, lorsque le CPGB critique l'écrasement du Printemps de Prague par l'armée soviétique et l'échec du Parti communiste français à soutenir le mouvement de Mai 68.
Dans le cadre de cette action, il développe des liens étroits avec le Parti communiste italien (PCI), dont il se déclare « membre spirituel ». Ses contacts avec des universitaires et des intellectuels italiens de gauche remontent au début des années 1950, ce qui l'a conduit à découvrir les travaux d'Antonio Gramsci. Les écrits de celui-ci ont une influence clé sur ses travaux concernant l'histoire des groupes subalternes, mettant l'accent sur leur action ainsi que sur les facteurs structurels.[réf. nécessaire]
Il voit favorablement la stratégie de compromis historique du secrétaire général du PCI Enrico Berlinguer dans les années 1970, qui cherche un rapprochement avec l'Église catholique et les démocrates-chrétiens. Il apporte un soutien passif à ces derniers au sein du gouvernement afin d'introduire les communistes dans le courant politique.[pas clair] Il s'agit d'accepter la position de l'Italie, en tant que membre de l'OTAN, afin de construire des alliances plus larges et convaincre des pans plus larges de la société de sa légitimité en tant que force gouvernementale potentielle.
Dans les années 1980, il collabore à la revue Marxism Today. Il soutient les projets de modernisation du Parti travailliste britannique par Neil Kinnock à partir de 1983 (le parti n'a obtenu que 28 % des voix aux élections de cette année-là, soit seulement 2 % de plus que le Parti social-démocrate/Alliance libérale) ; bien que n'étant pas proche du dirigeant travailliste, il devient le « marxiste préféré de Neil Kinnock ». Ses interventions dans la refonte du Parti travailliste par Kinnock ont contribué à préparer le terrain pour la Troisième Voie, le New Labour et Tony Blair.

### Enseignement
Hobsbawm enseigne l'histoire au Birkbeck College de l'université de Londres à partir de 1947 en tant que maître de conférences.
En 1970, il obtient le poste de professeur et entre en 1976 à la British Academy.

### Dernières années
Il est fait membre de l'ordre des compagnons d'honneur (CH) en 1998.
Il publie en 2002 son autobiographie, Interesting Times (en français Franc-tireur, Autobiographie), où il fait le point sur son engagement communiste, notamment au sein du CPGB. Jusqu’à sa mort, il a présidé la Socialist History Society et il est resté fermement ancré à gauche.
En 2003, il reçoit le prix Balzan pour l'histoire européenne depuis 1900, notamment « pour sa brillante analyse de la douloureuse histoire de l’Europe du XXe siècle et son habileté à marier la profondeur de ses recherches historiques à un grand talent littéraire. »

### Décès
Hobsbawm meurt le 1er octobre 2012 au Royal Free Hospital de Londres à Hampstead après une longue maladie.
Il est enterré au cimetière de Highgate.

## Recherches et travaux

### La double révolution
Eric Hobsbawm aura traité de sujets divers et variés au cours de sa carrière d'historien. En tant qu'historien marxiste, il mena une analyse précise de la « révolution duelle » (c'est-à-dire la simultanéité des révolutions politique en France et économique en Angleterre) et de leurs effets sur les tendances prédominantes qui conduisent à l'actuel capitalisme libéral.

### L'essor des nationalismes
Il a aussi travaillé à la fin des années 1980 sur la construction des nationalismes depuis la fin du XIXe siècle. Il explique que les traditions censées fonder le passé commun d'un peuple sont souvent inventées ou revisitées. Paradoxalement, les nations modernes cherchent à puiser leur légitimité dans un passé lointain, parfois antique, à l'opposé de la nouveauté. Par exemple, la forte valorisation de la Gaule de Vercingétorix dans l'historiographie française du début du XXe siècle.

### Rebelles et banditisme
Eric Hobsbawm s'est intéressé aussi aux bandits sociaux, qu'il présente comme un phénomène dépendant du contexte social et historique. Il s'oppose ainsi à la croyance que les hors-la-loi apparaissent spontanément et de façon imprévisible. Il publia enfin de nombreux essais sur des sujets allant de la barbarie moderne aux problèmes des mouvements ouvriers en passant par l'éternel conflit entre anarchisme et communisme.

### Crise générale
L'expression de crise générale a été formulée initialement par Eric Hobsbawm, dans une série d'articles publiés en 1954 dans la revue Past & Present.

### Jazz
En dehors de ses contributions d'historien, il a écrit sur le jazz, d'abord dans le New Statesman sous le pseudonyme de Francis Newton – en hommage à un cornettiste ayant accompagné Billie Holiday – puis dans quelques essais.

## Accueil de ses travaux

### Soutiens
Hobsbawm est décrit en 2002 par l'historien David Caute (en) comme « vraisemblablement le plus grand historien vivant — pas seulement du Royaume-Uni, mais du monde. »

Pour Niall Ferguson, 

« le fait que Hobsbawm est l'un des grands historiens de sa génération, est indéniable… Son quatuor de livres commençant par The Age of Revolution et se terminant par The Age of Extremes constitue le meilleur point de départ que je connaisse pour quiconque souhaite commencer à étudier l'histoire moderne. Rien d'autre produit par les historiens marxistes britanniques ne durera aussi longtemps que ses livres. »

James Joll écrit en 2003 dans The New York Review of Books que « la trilogie d'Eric Hobsbawm sur le XIXe siècle est l'une des plus grandes sommes historiques de ces dernières décennies. » Pour Ian Kershaw, la vision de Hobsbawm sur le XXe siècle, son livre de 1994, The Age of Extremes, consiste en une « analyse magistrale ».
À partir de 1988, il est membre du comité d'honneur de la Société des études jaurésiennes, après avoir conclu le colloque sur « Jaurès et les intellectuels » dont les actes sont publiés aux éditions de l'Atelier en 1994.

### Critiques
Le soutien d'Eric Hobsbawm aux régimes communistes, y compris après les écrasements de l'insurrection de Budapest et du printemps de Prague, a suscité des critiques récurrentes.
En raison des opinions de son auteur, le livre L'Âge des extrêmes, paru en Grande-Bretagne en 1994, a failli ne jamais être traduit en France. Comme l'explique Pierre Nora des éditions Gallimard, tous les éditeurs « bon gré mal gré, sont bien obligés de tenir compte de la conjoncture intellectuelle et idéologique dans laquelle s'inscrit leur production. » Toujours selon l'historien français, ce livre est apparu dans un contexte d'hostilité au communisme : « l'attachement, même distancié, à la cause révolutionnaire » de la part d'Eric Hobsbawm, « en France, et en ce moment, il passe mal. »
L'historien britannique Tony Judt, directeur du Erich Maria Remarque Institute de l'université de New York, propose une autre analyse : le fait que L'Âge des extrêmes soit sorti peu avant le livre de François Furet, Le Passé d'une illusion, « beaucoup plus conforme aux goûts parisiens dans sa manière de traiter le communisme soviétique », a fait « hésiter les éditeurs français à sortir un ouvrage comme celui de Hobsbawm. » Lors de sa parution, l'ouvrage fait l'objet de jugements négatifs de la part d'historiens issus de l'anticommunisme, comme Stéphane Courtois.

Judt commence, dans une recension des mémoires de Eric Hobsbawm, par louer la culture et les qualités de styliste de ce dernier (« Hobsbawm n'en sait pas seulement plus que les autres historiens, il écrit aussi mieux ») mais critique ensuite le caractère profondément biaisé de nombre de ses écrits ainsi que sa perception de l'histoire du communisme : 

« Contrairement à la plupart des autres intellectuels qui succombèrent au charme communiste, Hobsbawm ne témoigne aucun regret. À vrai dire, même s'il accorde la défaite totale de tout ce que représentait le communisme, il déclare sans ciller, à quatre-vingt-cinq ans, que "le rêve de la révolution d'Octobre est encore quelque part en [lui]". »

Pour Judt, l'historien britannique tend à romancer le communisme dans son ensemble, faisant notamment preuve de complaisance à l'égard de l'URSS et de la RDA et, dès qu'il aborde une zone « politiquement sensible », « se réfugie dans une langue de bois, caparaçonnée, qui n'est pas sans rappeler le jargon du parti. » Il conclut que le choix de Hobsbawm de rester communiste après 1956 a « entravé ses instincts historiques » ; « Eric Hobsbawm est l'historien de notre temps le plus doué par la nature ; mais au repos et impassible, il a traversé plus ou moins endormi la terreur et la honte de notre époque. »
Après avoir lu L'Âge des extrêmes, Robert Conquest conclut que Hobsbawm souffrait d'un « déni massif de la réalité » concernant l'URSS.

## Publications
- Les Primitifs de la révolte dans l'Europe moderne, Fayard, coll. « L'Histoire sans frontières », 1963 (éd. originale : Primitive Rebels, 1959)
- L'Ère des révolutions : 1789-1848, Fayard, 1970 ; éditions Complexe, 1988 (éd. originale : The Age of Revolution, 1962)
- Les Bandits, éditions Maspero, 1972 ; rééd. dans une version revue et augmentée par l'auteur, éditions Zones, 2008  (ISBN 978-2-355-22013-5) [lire en ligne] (éd. originale : Bandits, 1968)
- Histoire économique et sociale de la Grande-Bretagne, 2 volumes, 1977
- L'Ère du capital : 1848-1875, Fayard, 1978, rééd. 1994 ; Hachette, 1997 (éd. originale : The Age of Capital, 1975)
- L'Ère des empires : 1875-1914, Fayard, 1989 ; Hachette, 1997 (éd. originale : The Age of Empire, 1987)
- Nations et nationalismes depuis 1780 : programmes, mythe et réalité, éditions Gallimard, 1992 (éd. originale : Nations and Nationalism, 1990)
- L'Âge des extrêmes : le court XXe siècle 1914-1991, co-éd. Le Monde diplomatique/éditions Complexe, 1999 ; 2e éd., co-éd. Le Monde diplomatique/André Versaille éditeur, 2008 ; 3e éd., co-éd. Le Monde diplomatique/éditions Agone, 2020 (éd. originale : The Age of Extremes, 1994)
- Magnum dans le monde, Hazan, 1998
- L'Historien engagé, éditions de l'Aube, 2000
- Franc-tireur, Autobiographie, Paris, éditions Ramsay, 2005 (éd. originale : Interesting Times, 2002)
- Aux armes, historiens. Deux siècles d'histoire de la Révolution française, postface inédite de l'auteur, traduit de l'anglais par Julien Louvrier, Paris, La Découverte, 2007, 154 p. (éd. originale : Echoes of the Marseillaise. Two Centuries Look Back on the French Revolution, Londres, Verso, 1990)
- L'Empire, la démocratie, le terrorisme, co-éd. Le Monde diplomatique/André Versaille éditeur, 2009 (éd. originale : Globalisation, Democracy and Terrorism, 2007)
- Rébellions. La résistance des gens ordinaires : jazz, paysans et prolétaires[33], trad. Stéphane Ginsburgh et Hélène Hiessler, éditions Aden, Bruxelles, 2011 (éd. originale : Uncommon People: Resistance, Rebellion and Jazz, 1998)
- Marx et l'histoire, Paris, Fayard, 2010
- Et le monde changea, Arles, Actes Sud, 2013

### En collaboration
- Avec Terence Ranger (en) (dir.), L'Invention de la tradition, éditions Amsterdam, Paris, 2006 (éd. originale : The Invention of Tradition, 1983)
- Avec George Rudé (en), Captain Swing: A Social History of the great English Agricultural Uprising of 1830, Penguin Books, 1985  (ISBN 0-14-055153-0)
- Avec Antoine Spire, L'Optimisme de la volonté, Le Bord de l'eau, 2003
- Les Enjeux du XXe siècle, entretien avec Antonio Polito, éditions Complexe, 2000

### Articles
- Sous son nom seul, « Inventer des traditions », extrait de L'Invention de la tradition, revue Enquête, « Usages de la tradition », 1995 [lire en ligne]
- Avec Joan Wallach Scott, « Des cordonniers très politiques », Revue d'histoire moderne et contemporaine, Belin,‎ 2006, p. 29-50 (ISBN 9782701143453, lire en ligne)

### Revues
- Sabine Valici, « Eric J. Hobsbawm, De historia, éd. Rizzoli, 1997 », Clio, numéro 11-2000 [lire en ligne].
- Philippe Minard, « Eric J. Hobsbawm, un parcours d’historien dans le siècle », Revue d'histoire moderne et contemporaine, no 53-4bis 2006/5, p. 5-12. Ce numéro spécial contient plusieurs articles consacrés à Hobsbawm : sommaire du numéro.

### Presse
- (en) « Eric Hobsbawm: a life », The Guardian, 22 septembre 2002.
- (en) « Writers' rooms: Eric Hobsbawm », The Guardian, 11 janvier 2008.

### Radio
- « Aux armes, historiens ! Entretien avec Eric Hobsbawm », émission Là-bas si j'y suis du 8 janvier 2008.